# Now That We Found Love
Now That We Found Love is een nummer geschreven door het songwriterduo Gamble & Huff. Het nummer werd voor het eerst uitgebracht in 1973 door The O'Jays, maar is vooral bekend geworden door latere coverversies.
De Amerikaanse R&B/soul groep The O'Jays neemt het nummer in 1973 op voor hun studioalbum Ship Ahoy. Dit album werd uitgebracht op het platenlabel van Kenneth Gamble en Leon Huff, die ook nagenoeg alle nummers op het album schreven. Van dit album werden twee singles, Put your hands together en For the Love of Money, gehaald. Now That We Found Love bleef albumtrack.

## Versie van Third World
De Jamaicaanse reggaeband Third World nam in 1978 een reggaecover op van het nummer voor het album Journey to Abbis. Dit nummer werd wel op single uitgebracht en werd in meerdere landen een hit. In het VK werd de tiende positie behaald  en in de Nederlandse Top 40 de derde plek.

### NPO Radio 2 Top 2000
| Nummer met noteringen in de NPO Radio 2 Top 2000 | '99  | '00  | '01  | '02  | '03 | '04  | '05 | '06  |
| ------------------------------------------------ | ---- | ---- | ---- | ---- | --- | ---- | --- | ---- |
| Now That We Found Love                           | 1487 | 1730 | 1709 | 1848 | -   | 1689 | -   | 1990 |

1. ↑  Een '-' betekent dat het nummer niet was genoteerd en een vetgedrukt getal geeft de hoogste notering aan.
2. ↑  Deze tabel is bijgewerkt tot en met de laatste editie (2024).

## Versie van Heavy D & the Boyz
De commercieel succesvolste versie van het nummer komt uit 1991. In dat jaar brengt de Amerikaanse dance/house-formatie Heavy D & the Boyz een cover uit van het nummer, geproduceerd door Teddy Riley. Deze versie wordt een wereldwijde hit, met onder meer een tweede positie in de Nederlandse Top 40 en de UK Singles Chart. In veel andere Europese landen werd ook de top 10 gehaald.